# Indiamento

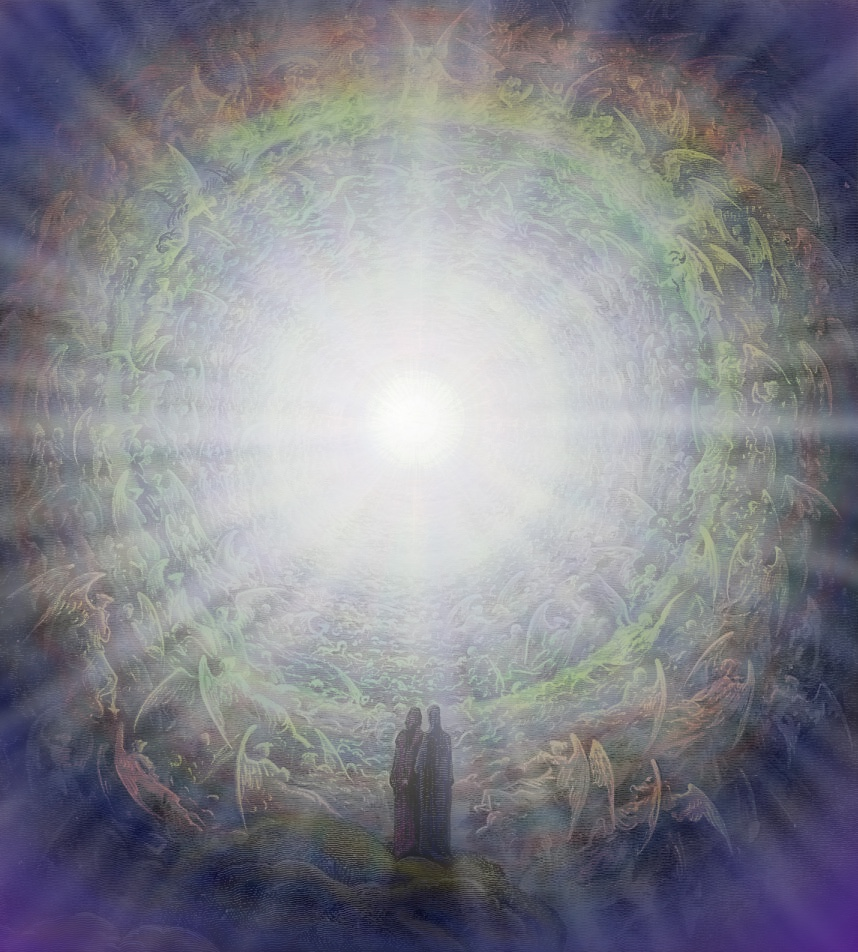
Dante con Beatrice nell'Empireo, incisione colorata dell'originale di Gustave Doré.

L'indiamento è un termine di natura filosofico-religiosa, e indica una sorta di unione estatica dell'uomo con Dio. È letteralmente un ingresso "in Dio", che consente all'uomo di far parte della natura divina, elevandosi a una dimensione trascendente. L'essere umano può raggiungere questo stato tramite l'amore, inteso in senso platonico, risalendo i gradi delle realtà amate, fino ad arrivare all'assoluto. Di esso partecipano anche gli Angeli:
(Dante, Paradiso, canto IV, v. 28)
Il termine si ritrova nella dottrina di Marsilio Ficino e in quella di Giordano Bruno. In quest'ultima l'amore è visto come eroico furore e brama di volersi unire all'oggetto desiderato. La ricerca della divinità non deve però avvenire all'esterno, ma dentro l'essere umano, che contiene già al suo interno la verità divina. Per una sua spiegazione in forma più semplice è adottato da Giordano Bruno il mito di Atteone.